# Balltorp, Lilla Edets kommun
Balltorp är en bebyggelse nordost om Lödöse i Ale-Skövde socken i Lilla Edets kommun. Från 2015 avgränsar SCB här en småort.